# 2400 Derevskaya
2400 Derevskaya eller 1972 KJ är en asteroid i huvudbältet som upptäcktes den 17 maj 1972 av den ryska astronomen Tamara Smirnova vid Krims astrofysiska observatorium på Krim. Den har fått sitt namn efter Aleksandra Avramovna Derevskaja.
Asteroiden har en diameter på ungefär tretton kilometer och tillhör asteroidgruppen Eos.